# Agnes Esterházy

Agnes Esterházy 1925 auf einer Fotografie von Alexander Binder

Agnes Esterházy, auch Gräfin Agnes Esterhazy und Agnes von Esterhazy (* 15. Jänner 1891 in Klausenburg, Königreich Ungarn, Österreich-Ungarn; † 4. April 1956 in München; gebürtig Agnes Gräfin Josika von Branyitska), war eine österreichische Schauspielerin.

## Leben
Die Tochter des Grafen Josika von Branyitska und seiner Frau, der gebürtigen Gräfin Agnes Esterházy, hatte 1910 geheiratet und verließ nach dem Ende des Ersten Weltkrieges Siebenbürgen, das nun zu Rumänien gehörte. In Budapest erhielt sie 1920 ihre erste Filmrolle, und 1923 kam sie auf Einladung der Sascha Filmindustrie nach Wien, wo sie ihre nächste Filmrolle erhielt. Bald danach ging sie über München nach Berlin. Esterhazy übernahm in den 1920er Jahren zahlreiche Nebenrollen, gelegentlich auch Hauptrollen in deutschen Filmen. Auch in dem Klassiker Die freudlose Gasse wirkte sie mit.
Mit Beginn des Tonfilmzeitalters um 1930 war ihre Filmkarriere praktisch beendet. Sie spielte noch Theater an verschiedenen Bühnen, besonders in Ostrau. 1943 kam sie zu ihrem letzten kleinen Filmauftritt. Sie war mit dem Filmproduzenten Harry R. Sokal und dem Schauspieler Fritz Schulz verheiratet.

## Filmografie
| - 1923: Der junge Medardus - 1924: Die Stimme des Herzens - 1924: Ein Traum vom Glück - 1924: Zwei Menschen - 1925: Die freudlose Gasse - 1925: Um Recht und Ehre - 1926: Die versunkene Flotte - 1926: Die Zwei und die Dame - 1926: Der Student von Prag - 1926: Frauen der Leidenschaft - 1926: Die Flucht in die Nacht - 1926: Die Fahrt ins Abenteuer - 1926: Fräulein Josette – meine Frau - 1926: Liebe | - 1927: Dr. Bessels Verwandlung - 1927: Der Bettelstudent - 1927: Die Spielerin - 1928: Flucht vor Blond - 1928: Flucht aus der Hölle - 1928: Marquis d’Eon, der Spion der Pompadour - 1928: Paganini in Venedig - 1929: Die Garde-Diva - 1929: Der Mann, der nicht liebt - 1929: Der Leutnant Ihrer Majestät - 1929: Vater Radetzky - 1929: Trust der Diebe - 1930: Liebe und Champagner - 1943: Gabriele Dambrone |